# Apple Watch Series 2
Apple Watch Series 1和Apple Watch Series 2是蘋果公司推出的第二代Apple Watch智慧手錶，在2016年9月16日同時发布。分别使用Apple S1和Apple S2处理器，Series 2内嵌了GPS模块，显示亮度是上一代的两倍，便于户外使用。

## 容易混淆
Apple Watch Series 1和Series 2是在同一时间发布的，都拥有比第一代Apple Watch更快的处理器，但Series 2有GPS模块、真防水功能（50米）和1000尼特亮度的螢幕，CPU時脈也略快；Series 1对比第一代只有一点小改动，第一代Apple Watch通常被称为Series 0，但苹果公司官方并没有这个说法。